# Ta Kalitera Mou Tragoudia
Ta Kalitera Mou Tragoudia är den cypriotiska artisten Anna Vissis album som kom ut år 1993.

## Låtlista
1. Na'mouna Sta Xeria Sou Karavi
2. San Ta Pinasmena Peristeria
3. As Kanoume Apopse Mian Arxi
4. S'agapo
5. Paramithi Xehasmeno
6. Kitrino Galazio
7. Sta Xronia Tis Epomonis
8. Agapise Me
9. Mi Vazis Mavro
10. Sou'Dosa Na Pieis
11. Apo Edo Ke Apo Eki
12. Krivame Tin Agapi Mas
13. Oso Exo Foni
14. To Xero Tha'rthis Xana
15. Gi'afto Sou Leo Mi
16. Xoris Esena Ego Den Kano
17. Kalimera Kenourgia Mou Agapi
18. Tha Borousa
19. Methismeni Politia
20. Aftos Pou Perimeno
21. Etan Psemata
22. Ine Kati Stigmes
23. Ti Ta Thelis Lipon
24. Tote Tha Figo